# Amstel (birreria)
La Amstel è una marca di birra olandese. La produzione si trovava all'origine nella Mauritskade ad Amsterdam, nei Paesi Bassi. La fabbrica di Amsterdam chiuse nel 1980 e la produzione venne trasferita a Zoeterwoude (circa 43 km a sud-ovest dal centro di Amsterdam).

## Storia

### Creazione
L'industria della birra nacque il giorno 11 giugno 1870 ad Amsterdam e prese il nome del fiume Amstel, le cui acque erano utilizzate anche per il raffreddamento. Fin dal 1872, l'industria della birra Amstel produceva 10.000 ettolitri di birra Pils all'anno. Per conservare la birra, si prendeva del ghiaccio che proveniva dai canali congelati, per poi accumularlo in cantine speciali con una doppia parete. All'inizio, la birra era destinata soprattutto al consumo locale, ma fin dal 1883 si esportò verso la Gran Bretagna e l'Indonesia.

### Sviluppo
La società Beiersche Bierbrouwerij di Amstel, creata nel 1892, era una società per azioni. Nel 1915, la produzione era stata moltiplicata per venti, e nel 1926 la birra Amstel rappresentava un terzo delle esportazioni olandesi. Nel 1941, Amstel ed Heineken si divisero il capitale delle industrie della birra Van Vollenhvens, che chiuse nel 1961.

### Oltremare
Nel 1954, Amstel costruì una fabbrica in Suriname. Alcuni anni più tardi, diventò il primo fabbricante di birra olandese ad esportare birra in lattine. Il totale delle esportazioni di Amstel a quel tempo si elevò a 101.000 ettolitri all'anno. Nel 1958, una filiale di Amstel produsse le sue prime birre in Giordania. La terza filiale si aprì nel 1960, a Curaçao, nelle Antille olandesi. Nel 1963 aprirono le porte due nuove fabbriche, una a Porto Rico ed una in Grecia.

### La ripresa da parte di Heineken
Nel 1968, Amstel fu acquistato dal suo concorrente Heineken. La fabbrica di Amsterdam chiuse nel 1972 e la produzione venne trasferita a Zoeterwoude. L'edificio di Mauritskade venne demolito nel 1985. Restò soltanto la parte amministrativa che fu incorporata agli edifici della facoltà di Amsterdam.
Amstel è lo sponsor di una corsa ciclistica professionistica, la Amstel Gold Race, e fino al 2005 è stato uno degli sponsor della Uefa Champions League. Dal 2015 è sponsor dell'UEFA Europa League, insieme ad altri sponsor locali europei di proprietà Heineken.

## Marche prodotte
Amstel offre una ricca selezione di birre:
- Amstel Lager, colore dorato con un gusto leggermente amaro e un carattere vivace, con il 5% di alcool (vol).
- Amstel Light o Amstel Lite, una birra chiara speciale, la più importata negli Stati Uniti, con il 3.5% di alcool (vol) e circa il 35% di calorie a confronto di una birra chiara normale. Molto dissetante e rinfrescante.
- Amstel 1870, è la più scura ed il suo gusto è un po' amaro, con il 5% di alcool (vol).
- Amstel Bock o Amstel Herfstbock, una birra rossa forte: ha un'amarezza fine e un gusto dolce e completo, con il 7% di alcool (vol).
- Amstel de Belofte, con l'8% di alcool (vol).
- Amstel Gold, una birra robusta e saporita con un gusto definito di frutta e luppoli, con il 7% di alcool (vol).
- Amstel Lentebock, è una birra con un bel colore e un gusto completo, un po' dolce, al gusto di frutta, con il 7% di alcool (vol).
- Amstel Malt, è una birra molto delicata nel gusto e più scura nei colori, con poco alcool.
- Amstel Oud Bruin, è una birra ricca nei colori con un gusto dolce al caramello, con il 2,5% di alcool (vol).
- Amstel Pulse, con il 4,7% di alcool (vol).
- Amstel Special, con il 5% di alcool (vol).
- Amstel Zero, senza contenuto di alcool.